# Gastón Filgueira
Gastón Filgueira Méndez, (Montevideo, Uruguay, 8 de enero de 1986) es un jugador de fútbol uruguayo. Se desempeña en posición de defensa y actualmente juega en Cerro de la Primera División de Uruguay.

## Trayectoria
Filgueira comenzó su carrera en el club uruguayo de Central Español en el 2005. Después, en el 2007, fue transferido al Arsenal de Sarandí del fútbol argentino, con quien debutó en primera el 18 de febrero de 2007 en un partido entre su equipo y Godoy Cruz de Mendoza.
En el 2008 jugó para el Nacional de Montevideo.
Actualmente es jugador del Vila Nova de Brasil.

## Selección nacional
Ha sido internacional en dos ocasiones con la Selección de fútbol de Uruguay, ambos partidos de carácter amistoso contra Venezuela durante el año 2006.

## Clubes
| Club               | País      | Año               | Partidos | Goles |
| ------------------ | --------- | ----------------- | -------- | ----- |
| Central Español    | Uruguay   | 2005-2006         | 28       | 0     |
| Arsenal de Sarandí | Argentina | 2007-2008         | 6        | 0     |
| Nacional           | Uruguay   | 2008-2009         | 19       | 1     |
| Cerro              | Uruguay   | 2010-2011         | 37       | 1     |
| Palestino          | Chile     | 2012              | 22       | 1     |
| Liverpool          | Uruguay   | 2012 - 2013       | 22       | 1     |
| Náutico            | Brasil    | 2014 - 2016       | 71       | 2     |
| Fortaleza          | Brasil    | 2017              | 7        | 1     |
| Vila Nova          | Brasil    | 2017 - 2019       | 95       | 1     |
| Cerro              | Uruguay   | 2020 - actualidad | 10       | 0     |

## Palmarés

### Torneos nacionales
| Título                      | Club      | País    | Año     |
| --------------------------- | --------- | ------- | ------- |
| Liguilla Pre-Libertadores   | Nacional  | Uruguay | 2008    |
| Primera División de Uruguay | Nacional  | Uruguay | 2008-09 |
| Copa de Campeones Cearenses | Fortaleza | Brasil  | 2017    |

### Torneos internacionales
| Título            | Club               | País      | Año  |
| ----------------- | ------------------ | --------- | ---- |
| Copa Sudamericana | Arsenal de Sarandí | Argentina | 2007 |